# Xã Hampden, Quận Kittson, Minnesota
Xã Hampden (tiếng Anh: Hampden Township) là một xã thuộc quận Kittson, tiểu bang Minnesota, Hoa Kỳ. Năm 2010, dân số của xã này là 38 người.